# Nexum
Le Nexum était une forme de garantie, sûrement solennelle, entre un débiteur et son créancier. Le droit romain l’a codifié lors de la rédaction de la Loi des Douze Tables.
Avec l’acceptation du nexum, le débiteur fournissait comme garantie du prêt, son propre asservissement — ou celui d'un membre de sa famille sur lequel il eût la patrias potestas, un fils par exemple — pour le créancier jusqu'à l’extinction de la dette. Le paiement de la dette pouvait être réglé comptant, par tranche ou même en nature, pour une durée déterminée ou non. Cependant l'esclave ne disposant pas de son temps, le remboursement de la dette avec son peculium dépend du bon vouloir du maître. 
Sûrement par sa rareté, l'évènement de libération pouvait être célébré de façon officielle devant les magistrats de la ville, c'était le solutio per aes et libram.
Le nexum, a été aboli dans la seconde moitié du IVe siècle av. J.-C. par la Lex Poetelia Papiria ; en -326 selon Tite Live, mais les dates -342 ou encore -312 ont aussi été proposées, cette réforme est concomitante avec une autre pour favoriser le recrutement de troupes pendant les guerres samnites.